# Ginástica artística nos Jogos Olímpicos de Verão de 2004 - Salto feminino
A final feminina do salto sobre a mesa da ginástica artística nos Jogos Olímpicos de Verão de 2004 foi realizada no Olympic Indoor Hall de Atenas, em 22 de agosto.

## Medalhistas
| Ouro   | ROU Monica Roşu  |
| Prata  | USA Annia Hatch  |
| Bronze | RUS Anna Pavlova |

## Atletas classificadas
- ROU Monica Roşu
- PRK Kang Yun-Mi
- RUS Elena Zamolodchikova
- FRA Coralie Chacon
- RUS Anna Pavlova
- UKR Alona Kvasha
- CHN Wang Tiantian
- USA Annia Hatch

## Final
| Pos.              | Ginasta                  | Salto 1 | Salto 1 | Salto 1       | Salto 2 | Salto 2 | Salto 2       | Total |
| Pos.              | Ginasta                  | Nota A  | Pen.    | Nota do salto | Nota A  | Pen.    | Nota do salto | Total |
| ----------------- | ------------------------ | ------- | ------- | ------------- | ------- | ------- | ------------- | ----- |
| Medalha de ouro   | ROU Monica Roşu          | 9.900   |         | 9.575         | 10.00   |         | 9.737         | 9.656 |
| Medalha de prata  | USA Annia Hatch          | 9.800   |         | 9.400         | 9.800   |         | 9.562         | 9.481 |
| Medalha de bronze | RUS Anna Pavlova         | 9.800   |         | 9.425         | 9.800   |         | 9.525         | 9.475 |
| 4                 | RUS Elena Zamolodchikova | 9.800   |         | 9.450         | 9.800   |         | 9.375         | 9.412 |
| 5                 | PRK Kang Yun Mi          | 10.00   |         | 9.462         | 10.00   |         | 9.300         | 9.381 |
| 6                 | UKR Alona Kvasha         | 9.800   |         | 9.312         | 9.800   |         | 9.375         | 9.343 |
| 7                 | CHN Wang Tiantian        | 9.800   |         | 8.812         | 9.800   |         | 9.350         | 9.081 |
| 8                 | FRA Coraline Chacon      | 9.900   |         | 8.912         | 9.900   |         | 0.000         | 4.456 |